# Вяземський повіт
Вяземський пові́т — історична адміністративно-територіальна одиниця у складі Смоленської губернії Російської імперії. Повітовий центр — місто Вязьма.

## Історія
Повіт утворено 1708 року під час адміністративної реформи імператора Петра I у складі Смоленської губернії.
1713 року губернію було скасовано й повіт віднесено до Ризької губернії.
1726 року повернуто до складу відновленої Смоленської губернії.
З 1775 по 1796 роки — у складі Смоленського намісництва.
З 1796 — у складі відновленої Смоленської губернії.
Остаточно ліквідований 1929 року за новим адміністративно-територіальним розмежуванням, територія увійшла переважно до складу Вяземського району.

## Населення
За даними перепису 1897 року в повіті мешкало 105 502 особи (49 021 чоловік та 56 481 — жінка), росіяни за національністю складали 98,3%. У повітовому місті Вязьма мешкало 15 645 осіб.

## Адміністративний поділ
На 1913 рік повіт поділявся на 17 волостей:
- Городищенська;
- Леонтьєвська;
- Морозовська;
- Новосельська;
- Осташевська;
- Семлевська;
- Сережанська;
- Спас-Волженська;
- Спас-Неразлученська;
- Успенська;
- Федоровська;
- Фомищевська;
- Хмелитська;
- Чепчуговська;
- Шуйська;
- Юреневська;
- Ямська.